# محمدالوو
محمدالوو (انگلیسی: Mamadalevo) یک شهرک در شهرستان دیورتیورلینسکی در استان باشقیرستان کشور روسیه است.